# ミランダ (衛星)
ミランダ (Uranus V Miranda)は、天王星の第5衛星である。他の天王星の大型衛星と同じように、天王星の赤道面に近い軌道で公転している。しかし、天王星が横倒しで自転しているため、太陽、あるいは黄道に対しては横倒しで公転している事になる。そのため、ミランダは天王星と同様に極端な季節変化がある。ミランダの直径はわずか 470 km であり、静水圧平衡の状態にある太陽系の衛星の中でも最小級のものの一つである。なお、静水圧平衡を満たしていることが分かっている最小の衛星は土星の衛星のミマス（直径約 400 km）である。
ミランダは、太陽系の中で最も極端かつ多様な地形を持つ。高さが 20 km と太陽系最大の落差を誇るヴェローナ断崖が有名で、金星にも見られるコロナと呼ばれている地殻変動の痕跡も残されている。この多様な地形の起源と進化については完全には解明されておらず、ミランダの形成についても複数の仮説がある。
ミランダは1948年2月16日にマクドナルド天文台で観測を行っていたジェラルド・カイパーによって発見された。ミランダという名は、ウィリアム・シェイクスピアの戯曲『テンペスト』に登場するプロスペローの娘の名前に由来する。
2018年現在、ミランダに接近して画像を撮影したのはボイジャー2号のみであり、1986年1月にフライバイによる接近観測を行った。その間ミランダは南半球を太陽に向けていたため、その部分の観測にしか成功していない。

## 発見と名前
ミランダは、1948年2月16日に、マクドナルド天文台にある口径82インチ（2080ミリメートル）のオットー・シュトルーベ望遠鏡で観測を行ったジェラルド・カイパーによって発見された。同年3月1日に、天王星の周りを公転している事が確認された。ミランダは、ここ100年の間に発見された天王星の衛星の中で最初に発見されたものである。
カイパーはこの衛星に、ウィリアム・シェイクスピアの戯曲テンペストの登場人物から Miranda と命名した。それまでに発見されていたアリエル、ウンブリエル、チタニア、オベロンは、ウィリアム・シェイクスピアかアレクサンダー・ポープの作品の登場人物から命名されている。これら4つの衛星は全て作品に登場する精霊の名前が由来になっているが、ミランダは人間の名前が由来になっている。その後発見された衛星は、精霊か人間かに関わらず、ポーシャ群のベリンダを除きシェイクスピアの作品から命名されている。
固有名の他には、Uranus V という名前も持つ。

## 軌道要素
天王星の5大衛星のうち、ミランダは最も天王星に近い12万9900kmの距離を公転している。これは天王星の環の外縁にあたる距離である。公転周期はわずか34時間で、潮汐力によって自転周期は公転周期と同期している。そのため、ミランダは月のように、天王星に対して同じ面を向け続けている。
ミランダの軌道傾斜角(4.34°)は非常に大きく、他の天王星の規則衛星と比較すると10倍以上も傾いている。なぜ、これほど軌道が傾いているかは分かっていない。ミランダは軌道傾斜角の増大を説明できるような他の衛星との平均運動共鳴を起こしていない。そのためミランダが過去に二次共鳴を通過したという仮説が提案されている。これはミランダが、過去のどこかの段階で一時的にウンブリエルとの 3:1 の共鳴に固定され、二次共鳴によるカオス的な振る舞いによって再び共鳴から脱出したというものである。天王星系では、惑星の扁平率が比較的小さい事と、相対的な衛星の大きさが大きいため、天王星の衛星が平均運動共鳴から脱出する事は、木星や土星の衛星が共鳴を脱出するよりもはるかに簡単である。

## 物理的特徴

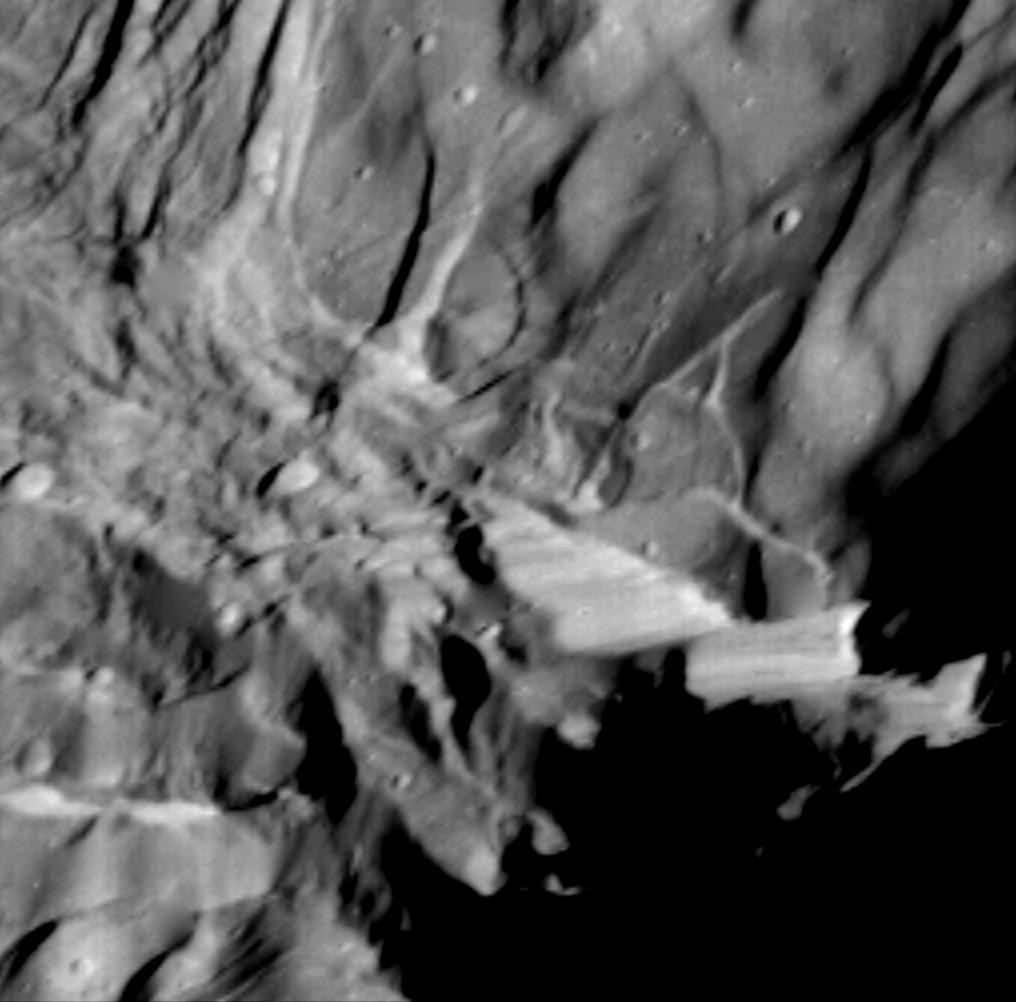
1986年1月にボイジャー2号が撮影した、ヴェローナ断崖の拡大画像。高さは 5 km と推定されている

ミランダの密度は約 1.2 g/cm3 であり、球状の天王星の衛星の中では最も低密度の天体である。この密度の値からは、組成の 60% 以上は氷であることが示唆される。ミランダの表面はほとんどが低密度の氷から出来ているが、内部はメチル基を含む有機化合物や珪酸塩岩によって構成されている。放射性物質の崩壊熱によって内部は分化していると考えられる。ミランダの赤道半径は極半径よりも 3% 大きい。ミランダの表面で検出されている物質は水のみであるが、メタン、アンモニア、一酸化炭素、窒素が 3% の濃度で存在すると予想されている。この組成は土星の衛星ミマスに類似している。
天王星が横倒しになって公転している影響で、ボイジャー2号が天王星を通過した際はミランダの南半球のみが観測可能であった。ミランダの表面には深さ 20 km 以上に及ぶ巨大な渓谷が縦横無尽に走っており、過去に破壊的な地殻変動があったことを示している。また、高さ 20 km のヴェローナ断崖は、既知の太陽系の天体で最も大規模な崖である。
ミランダの南半球には、競馬場のように内部に溝が走ったコロナと呼ばれる地形が、長さ 200 km に渡って3つも連なっている。深さは約 20 km もあり、シェイクスピアの劇中の登場人物より、それぞれアーデン、エルシノア、インヴァネスと命名されている。これらは、地下深部からの上昇する物質によって、地殻の岩石が破壊されたり、持ち上げられてできたドーム状の地形、ダイアピルである可能性がある。画像があまり得られていない南半球の地域にも、同じような地形が存在する事がコンピュータモデルから予測されている。
クレーターの密度から推定すると、ミランダ表面の一部分の年齢は1億年未満であり、その他の大部分の領域は古い地形である。ミランダほどのサイズの天体が、表面に見られるような地質学的特徴を作り出すのに十分な内部エネルギーを持っていた理由については、詳細はまだ分かっていない。最近の仮説では、かつてミランダがウンブリエルと軌道共鳴状態にある際、潮汐加熱により表面で地質活動が生じたと考えられている。軌道共鳴によりミランダの軌道離心率は 0.1 程度にまで増加し、天王星からの潮汐力の大きさが変動することでミランダ内部では潮汐摩擦が発生したと考えられる。つまり、近点付近で天王星に近付くにつれて潮汐力は増加し、遠点に向かって遠ざかる時は潮汐力は減少する。この潮汐摩擦によってミランダ内部の温度は 20 K 上昇し、内部が溶融するのに十分な温度になったと考えられる。潮汐加熱が大きかった時期は少なくとも1億年にわたって続いたと考えられる。また天王星の衛星にはクラスレートが存在する可能性が指摘されているが、クラスレートは水よりも熱伝導度が低いため、ミランダに存在した場合は断熱材として働く可能性がある。この場合、ミランダの内部温度はさらに上昇していたと考えられる。また、ミランダはアリエルと5:3の軌道共鳴状態にあった可能性があり、それもミランダの潮汐加熱に影響を及ぼすはずである。しかし、それはウンブリエルによるものより約3倍弱いとされている。
ボイジャー2号の観測から、ミランダの地形は、ミランダ自身が一度破壊されて粉々になり再び凝集して再形成されたことにより作られた可能性が示された。

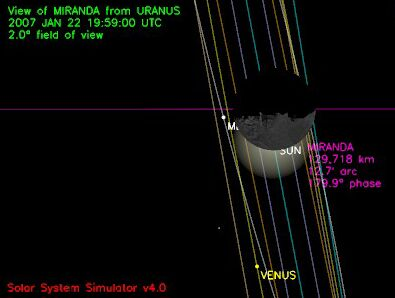
天王星で2007年12月7日に起きた、ミランダによる日食。

## 観測と探査
ミランダの視等級は約16.6等で、小型望遠鏡で捉える事はほぼ不可能である。ミランダの詳細な性質のほとんどは、1986年1月25日に天王星をフライバイしたボイジャー2号の探査によって得られたものである。ボイジャー2号はミランダから 29,000 km の距離を通過しており、これは他の天王星の衛星への接近観測よりもずっと近い。